# Lappula krylovii
Lappula krylovii är en strävbladig växtart som beskrevs av Ovczinnikova, Pjak och A.L.Ebel. Lappula krylovii ingår i släktet piggfrön, och familjen strävbladiga växter. Inga underarter finns listade i Catalogue of Life.